# Herz-Jesu-Kirche (Wolgast)

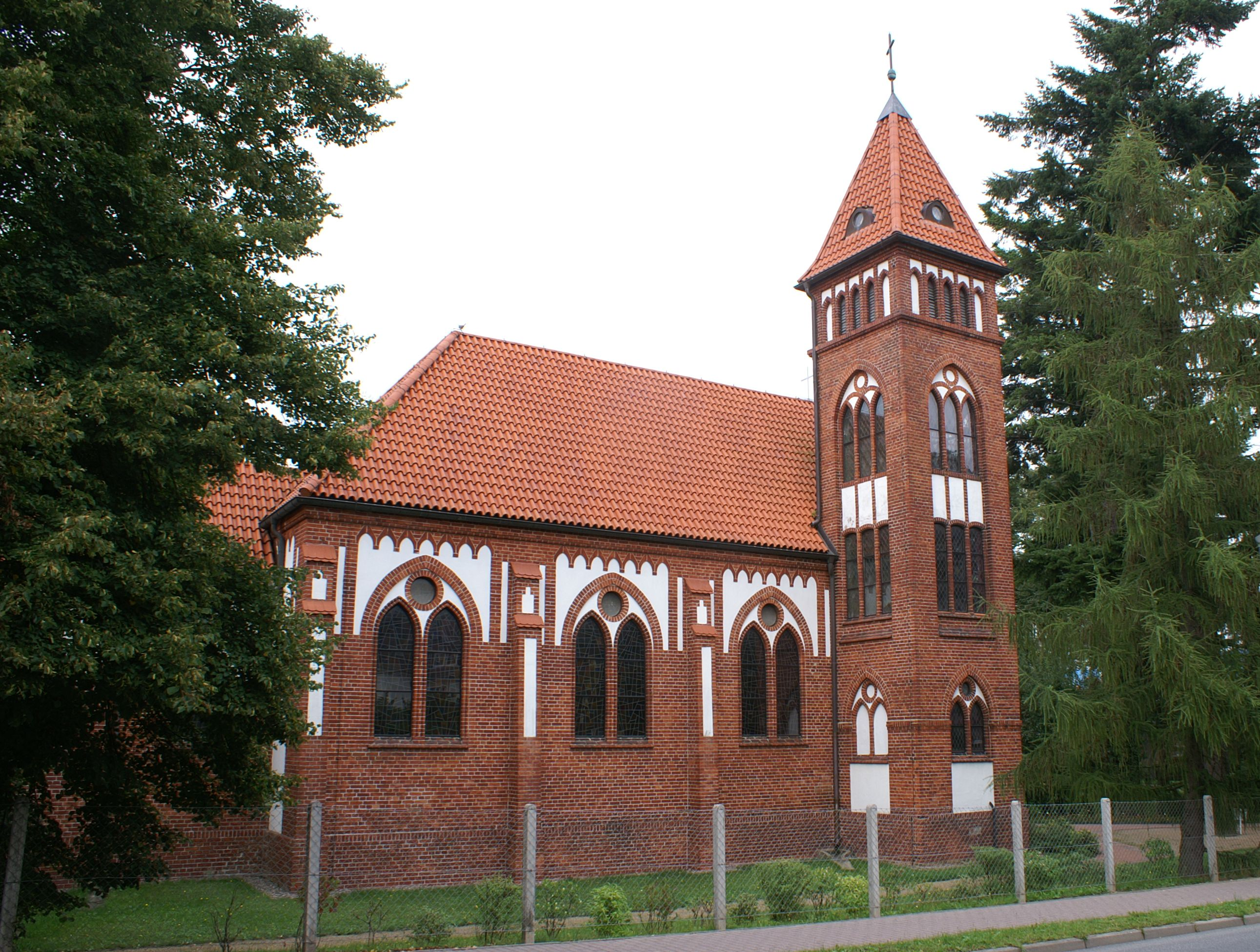
Südwestseite

Die Herz-Jesu-Kirche (ⓘ) ist die katholische Kirche der Stadt Wolgast im Landkreis Vorpommern-Greifswald im Nordosten des Landes Mecklenburg-Vorpommern. Sie wurde 1910 als Backsteinbau im Stil der Neogotik errichtet und ist seit 2004 eines der beiden Kirchengebäude der katholischen Kirchengemeinde Salvator – Anklam und Wolgast. Das evangelische Gotteshaus der Stadt Wolgast ist die St.-Petri-Kirche.

## Geschichte

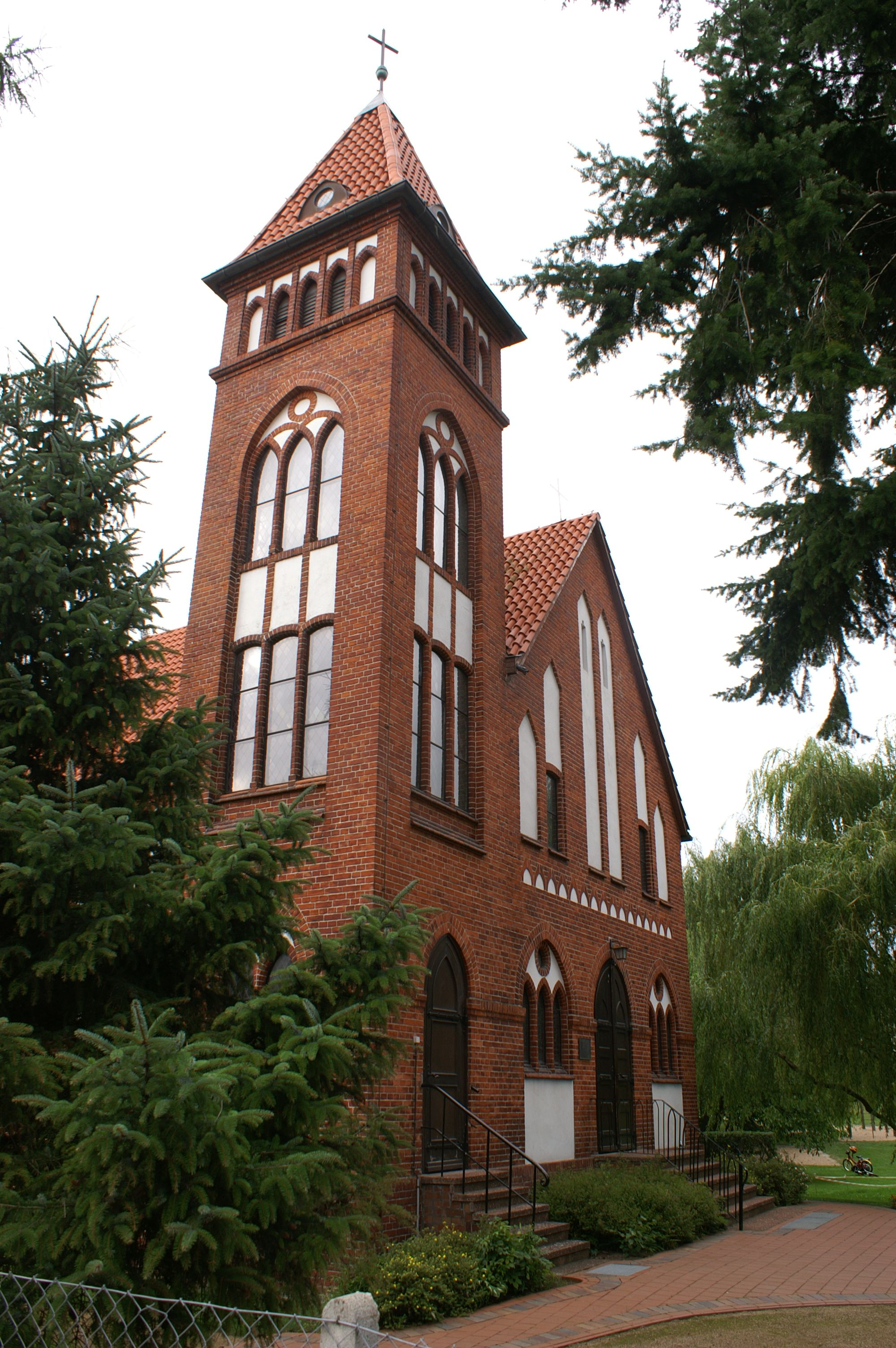
Südostgiebel mit Turm

Die Herz-Jesu-Kirche wurde 1910 für die polnischen und schlesischen Saisonarbeiter errichtet, die in der Erntezeit als Schnitter auf den umliegenden Gütern arbeiteten. Die Kirche befand sich zur damaligen Zeit am äußersten Stadtrand von Wolgast, dafür aber in der Nähe des Bahnhofs. Die Pläne stammten vom Architekten Joseph K. Tietz aus Greifswald.
Nach dem Ersten Weltkrieg erhielt die Kirche 1919 mit Vincenz Plonka einen eigenen Seelsorger. In Plonkas Amtszeit erhielt das bis dahin noch weitgehend leere Gebäude eine lebensgroße Kreuzigungsgruppe, eine Herz-Jesu-Figur sowie die Figuren der Maria und des Antonius, die 1921 in Oberammergau gefertigt wurden. 1928 wurde die Gemeinde in Wolgast eine vermögensrechtlich selbständige Kuratie.
Nach 1945 erhielt die katholische Kirchengemeinde zunächst Zuwachs durch Flüchtlinge und Umsiedler, so dass die Zahl der Gemeindemitglieder auf bis zu 4000 anstieg. In den 1960er Jahren wurde damit begonnen, die Ausstattung zu erweitern. 1966 wurden neue Fenster nach Entwürfen von Paul Stippekohl eingebaut, zwei Jahre später wurde eine Orgel der Firma Jehmlich installiert. 1969 erfolgte die Umwandlung der Wolgaster Gemeinde in eine eigene Pfarrei. Drei Jahre später kamen ein neuer Altar aus Rochlitzer Marmor und eine Sakristei hinzu.
2004 wurden die katholischen Gemeinden Wolgast und Anklam zusammengeschlossen.

## Architektur
Die Herz-Jesu-Kirche ist ein im Stil der Neogotik errichteter Backsteinbau. Der rechteckige Chor ist stark eingezogen und oben durch Lisenen aus Backstein auf Putzflächen gegliedert. Das Langhaus hat paarweise gemeinsam mit jeweils einem Rundfenster angeordnete Lanzettfenster, die von Blendbögen überfangen sind. Zwischen den Fenstern befinden sich abgestufte Strebepfeiler. Das Eingangsportal im Südostgiebel ist von zwei dreibahnigen Fenstern flankiert. An der südöstlichen Ecke des Kirchenschiffs schließt ein Turm mit quadratischem Grundriss und Pyramidendach an, der 1955 eine Glocke erhielt.